# Stazione di Roma Laziali
La stazione di Roma Laziali è la stazione ferroviaria di testa degli ultimi binari della Stazione Termini, originariamente destinati alle Linee del Lazio (come scritto sulla tettoia sopra l'ingresso in Via Giovanni Giolitti), ossia ai treni con destinazione una località del Lazio (per esempio Viterbo, Civitavecchia, i Castelli Romani). A livello stradale su Via Giolitti ha preso questo nome anche il capolinea della ferrovia Roma-Fiuggi-Alatri-Frosinone. Si trova sul lato destro della stazione di Roma Termini, a circa 400 metri dal suo ingresso principale.

## Storia

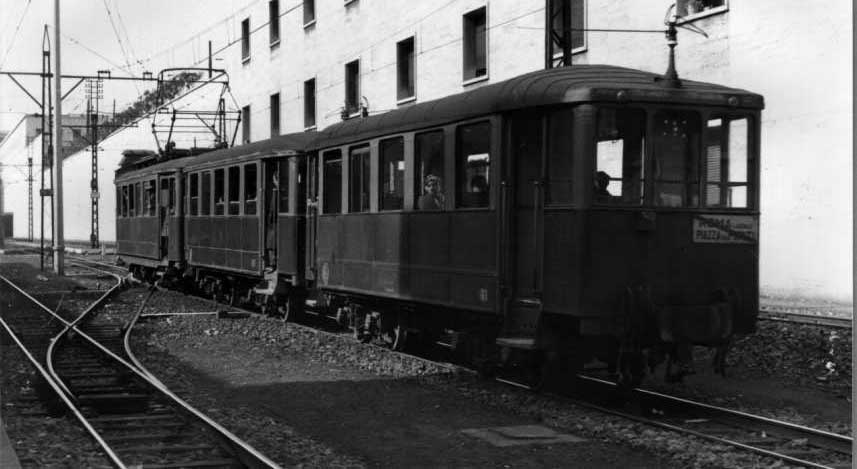
Convoglio impegnato nella relazione Roma-Piazza dei Mirti alla stazione

L'originaria stazione di testa di Roma, inaugurata insieme con l'impianto, viene demolita a causa dei lavori di ricostruzione della stazione di Roma Termini, e la linea corse un serio rischio di chiusura. Nello stesso anno il capolinea viene ricostruito, ma è arretrato all'altezza di via Gioberti, nei pressi della stazione delle ferrovie laziali. Nel 1950 la stazione terminale di Roma viene ulteriormente arretrata sino a raggiungere l'impianto, che divenne automaticamente stazione terminale della linea; complessivamente il capolinea è stato arretrato di circa 400 m e la progressiva passò automaticamente a 0+000.
Nel 1983 fu soppressa la tratta extraurbana della ferrovia. Da allora i binari 1, 2 (precedentemente destinati ai treni per Fiuggi) e 3 (dopo che furono smantellati i binari 4 e 5, in seguito al rifacimento di via Giolitti) furono serviti solamente dai treni provenienti prima da Centocelle e Grotte Celoni, poi da Giardinetti – dal 2009, e infine nuovamente da Centocelle – dal 2015. 

## Strutture e impianti
La stazione dispone di tre banchine e di tre binari tronchi. Fino al 1983 i binari erano 5 dei quali due serviti da un'ulteriore banchina con tettoia dedicati ai convogli extraurbani, un'asta di manovra e due per i convogli urbani diretti a Centocelle e Grotte Celoni. In seguito alla soppressione del tracciato extraurbano, i binari 4 e 5 appositi furono smantellati e sul loro sedime si allargò la via Giovanni Giolitti.
Nei pressi della fine dei binari vi sono le biglietterie automatiche e un locale di servizio interno per il personale.

## Movimento

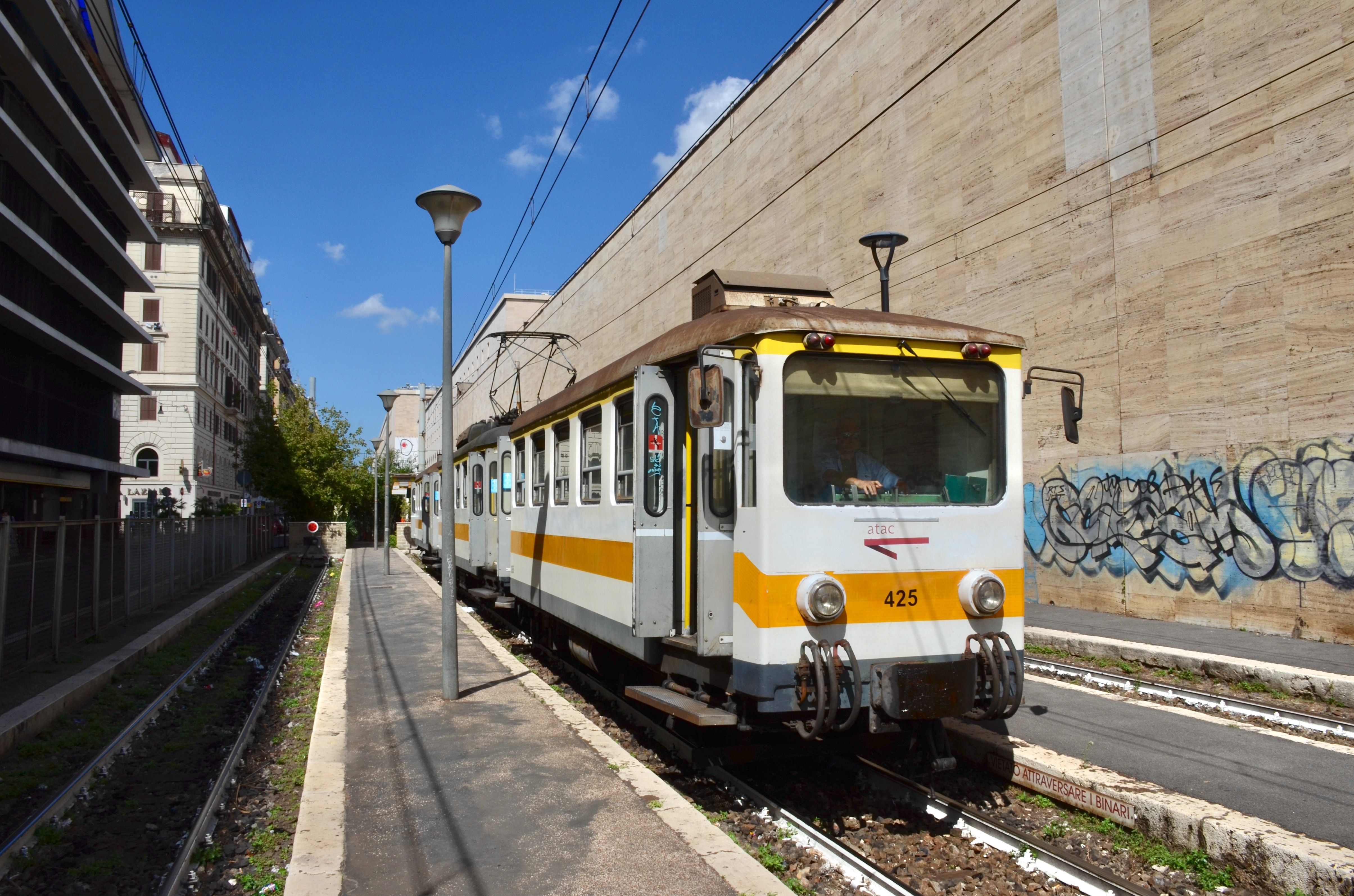
Convoglio in sosta sul binario 1

La stazione fu interessata dal traffico passeggeri urbano ed extraurbano della linea, espletato prima da SFV, poi da STEFER, Met.Ro. e infine ATAC.
Fino agli anni 1920 l'impianto era anche indirettamente interessato dal traffico merci: infatti i treni merci diretti allo scalo San Lorenzo per poterlo raggiungere dovevano necessariamente arrivare fino al capolinea romano, riportare in testa il locomotore e ripartire; questa situazione era dovuta al fatto che poco prima lo scavalco degli acquedotti di Porta Maggiore iniziava un raccordo per lo scalo con un deviatoio rivolto lato Roma. Questa situazione si risolse poi con la soppressione del deviatoio e della sua riattivazione posto lato Frosinone.

## Servizi
La stazione dispone di:
- Biglietteria automatica

## Interscambi
La stazione permette i seguenti interscambi:
- Stazione ferroviaria (Roma Termini)